# マッシモ・ボジャンキーノ
マッシモ・ボジャンキーノ（Massimo Bogianckino、1922年 – 2009年12月8日）は、イタリアのローマ出身のピアニスト、劇場ディレクター、音楽理論家。1985年から1989年までの間フィレンツェの市長も務めている。
2009年12月8日、フィレンツェにて87歳で亡くなった。
| スタブアイコン | サブスタブ | この項目は、まだ閲覧者の調べものの参照としては役立たない、音楽関係者（バンド等）に関連した書きかけの項目です。この項目を加筆・訂正などしてくださる協力者を求めています（P:音楽/PJ:芸能人）。 |